# أندريا كامبانيولو
أندريا كامبانيولو (بالإيطالية: Andrea Campagnolo)‏ (مواليد 17 يونيو 1978 في باسانو دل غرابا - إيطاليا) لاعب كرة قدم إيطالي يلعب حاليا لصالح نادي الدرجة الأولى كاتانيا الإيطالي منذ 2009 في مركز حارس مرمى .

## روابط خارجية
- أندريا كامبانيولو على موقع قاعدة بيانات كرة القدم.إي يو (الإنجليزية)
- أندريا كامبانيولو على موقع Soccerway.com (الإنجليزية)
- أندريا كامبانيولو على موقع عالم كرة القدم.نت (الإنجليزية)
- أندريا كامبانيولو على موقع كووورة